# Kevin Colleoni
Kevin Colleoni (Ponte San Pietro, 11 novembre 1999) è un ciclista su strada italiano che corre per il team Intermarché-Wanty. Ha concluso al terzo posto il Giro d'Italia Under-23 2020, ed è professionista dal 2021.

## Biografia
È il figlio dell'ex ciclista Imelda Chiappa.

## Palmarès

### Strada
- 2017 (Juniores)

Giro della Brianza Cronoscalata (cronometro)

### Altri successi
- 2019 (Biesse Carrera)

Classifica giovani Giro della Regione Friuli Venezia Giulia

## Piazzamenti

### Grandi Giri
- Giro d'Italia

2024: 98º
2025: 108º

### Classiche monumento
- Liegi-Bastogne-Liegi

2023: ritirato
2024: 96º
- Giro di Lombardia

2021: 84º
2022: ritirato
2023: ritirato